# Burn (software)
Burn es un programa de grabación de discos ópticos de libre para el sistema operativo Mac OS X. El programa soporta la creación de discos de datos, audio y video, y tiene la capacidad de copiar discos de datos. Es posible copiar discos de audio a partir de la versión 2.0u. Burn soporta la decompresión formatos de audio y video manejadas por QuickTime. Adicionalmente soporta  formatos por FFmpeg. La última versión del software todavía soporta al Mac OS X v10-03. Está programado en C y en Objective-C. Originalmente nativo del Mac OS X, fue portado a GNU/Linux usando GNUstep.